# 역사기록관
역사기록관(歷史記錄館)은 국가기록원의 기록물 수집·관리 및 전시·열람 등의 사무를 분장하는 국가기록원의 소속기관이다. 2019년 1월 1일 발족하였으며, 부산광역시 연제구 경기장로 28에 위치하고 있다. 관장은 서기관·기술서기관·학예연구관·기록연구관·공업연구관 또는 보건연구관으로 보한다.

## 연혁
- 1984년 11월 1일: 정부기록보존소에 부산지소를 설치.
- 2002년 10월 14일: 기록문화전시관 개관.
- 2004년 5월 24일: 국가기록원 소속 부산지원으로 개편.
- 2005년 5월 9일: 부산기록정보센터로 개편.
- 2006년 9월 6일: 기록정보서비스홀 개관.
- 2006년 12월 12일: 부산지원으로 개편.
- 2007년 11월 30일: 역사기록관으로 개편.
- 2010년 4월 28일: 역사기록관 리모델링 준공.
- 2010년 10월 20일: 조선왕조실록실 개관.
- 2011년 12월 9일: 기록문화역사실준공 및 기록문화전시관 개관.
- 2015년 1월 6일: 부산기록관으로 개편.
- 2019년 1월 1일: 역사기록관으로 개편.

## 같이 보기
- 대통령기록관
- 나라기록관
- 행정기록관